# Колијано
Колијано је насеље у Италији у округу Салерно, региону Кампанија.
Према процени из 2011. у насељу је живело 1408 становника. Насеље се налази на надморској висини од 519 м.

## Становништво
| 1951. | 1961. | 1971. | 1981. | 1991. | 2001. | 2011. |
| ----- | ----- | ----- | ----- | ----- | ----- | ----- |
| 4.186 | 4.332 | 4.224 | 3.857 | 3.997 | 3.830 | 3.764 |